# Tersilochus longulus
Tersilochus longulus là một loài tò vò trong họ Ichneumonidae.